# GRESB
GRESB（グレスビー）は、不動産会社・ファンド等のESGに対する配慮を測るベンチマーク評価、及びそれを運営するオランダ・アムステルダム所在の組織の名称である。元々の名称のGlobal Real Estate Sustainability Benchmarkの略が正式名称化しており、日本語では「グローバル不動産サステナビリティ・ベンチマーク」とも呼ばれていた。

## 概要
2009年に、責任投資原則（PRI）を主導した欧州の主要な年金基金などにより創設された。
評価は、2009年から始まった不動産を対象とした「GRESBリアルエステイト」と、2016年から始まったインフラストラクチャーを対象とした「GRESBインフラストラクチャー」がある。
2022年の評価結果は、GRESBリアルエステートは全世界で1,820社・ファンドが参加した。GRESBを活用する投資家は全世界で170機関、その資産運額は51兆米ドルとなった。日本からは、122社・ファンドが参加し、うちJ-REITは57社であり、参加者はJ-REIT市場の時加総額の99%以上を占めている。

## 参加者
2022年時点。

### 日本
- GRESBリアルエステイト
  - J-REIT - 57社（なお、J-REIT全上場社数は62社であるため、大部分が取得）
  - 上場企業 - イオンモール、日本エスコン、平和不動産、三井不動産、三菱地所、東京建物、東急不動産ホールディングス、トーセイ
  - 非上場 - 57ファンド（投資顧問会社36社）
- GRESBインフラストラクチャー
  - タカラレーベン・インフラ投資法人、他